# Neu! 2
Neu! 2 — второй студийный альбом немецкой экспериментальной группы Neu!, вышедший в 1973 году.

## Об альбоме
Neu! 2 стал вторым альбомом музыкального проекта, основанного Клаусом Дингером и Михаэлем Ротером и дебютировавшего годом ранее. Успех Neu! группа решила закрепить на новой пластинке, однако столкнулась с рядом трудностей. В первую очередь, сказалась разница музыкантов в видении дальнейшего развития группы. В то время как гитарист Михаэль Ротер стремился играть более мелодичную музыку, Дингер, напротив, отдавал предпочтение агрессивному рок-н-рольному звучанию.
Во время работы над альбомом музыканты вышли за пределы бюджета. Звукозаписывающая компания отказала группе в выделении дополнительных средств, и закончить запись по плану не удалось. Вместо недостающих песен Ротер и Дингер поместили на пластинку два ремикса на уже записанные композиции, дополнив её до нужного хронометража.

## Критические отзывы
На сайте AllMusic Neu! 2 назвали «извращённым и противоречивым альбомом, который показал средний палец лейблу и, возможно, публике в целом». Несмотря на это, Том Юрек поставил ему высокую оценку — четыре звезды из пяти — и назвал очень достойной работой, промежуточным этапом между дебютной пластинкой, заложивший основы «моторик-бита», и будущей более мелодичной работой Neu! 75.
В электронном журнале Pitchfork пластинке присвоили оценку 7,5. Брент Сирота раскритиковал поспешно записанные ремиксы, из-за чего назвал альбом «наполовину гениальным, наполовину смехотворным».

## Список композиций
| №  | Название                                                  | Длительность |
| -- | --------------------------------------------------------- | ------------ |
| 1. | «Für immer» (Forever)                                     | 11:17        |
| 2. | «Spitzenqualität» (Top Quality)                           | 3:35         |
| 3. | «Gedenkminute (für A + K)» (Minute's Silence (For A + K)) | 2:06         |
| 4. | «Lila Engel» (Lilac Angel)                                | 4:37         |

| №   | Название                                | Длительность |
| --- | --------------------------------------- | ------------ |
| 5.  | «Neuschnee 78» (Fresh Snow 78)          | 2:32         |
| 6.  | «Super 16»                              | 3:39         |
| 7.  | «Neuschnee» (Fresh Snow)                | 4:07         |
| 8.  | «Cassetto» (Cassette)                   | 1:48         |
| 9.  | «Super 78»                              | 1:36         |
| 10. | «Hallo Excentrico!» (Hello Excentrico!) | 3:44         |
| 11. | «Super»                                 | 3:11         |

## Участники записи
- Михаэль Ротер — гитара, бас-гитара, клавишные, цитра, перкуссия, электроника, шумы
- Клаус Дингер — японское банджо, 11-струнная гитара, барабаны, электронное пианино, вокал, электроника, фонограф
- Конрад Конни Планк — продюсер, инженер
- Ганс Лампе — инженер